# Nierenstein反应
Nierenstein反应（Nierenstein reaction）
用重氮甲烷将酰氯转化为卤代酮。

## 反应机理
反应机理与Arndt-Eistert反应类似，即酰氯与重氮甲烷缩合为重氮酮中间体，然后重氮酮发生质子化、放出氮气得到产物。
以苯乙酰氯合成苄基氯甲基酮时，需要通入氯化氢气体才能使重氮酮转化为卤代酮产物。

## 应用
1、Nierenstein (1924) 最初发现的反应：
2、以苯甲酰溴为原料，反应后得到溴甲酰苯及环状二噁烷二聚体